# Uchi-mata

Uchi mata

Uchi-mata is een judotechniek die behoort tot de beenworpen, maar die soms ook bij de heupworpen wordt ingedeeld. 
De worp kent verschillende varianten: Uchi-mata-sukashi (armworp), Uchi-mata-makikomi (offerworp), O-uchi-mata, Ko-uchi-mata en Taka-uchi-mata (heupworpen).
Het is een worp die veel gebruikt wordt in competitie en vaak als reclame voor de judosport wordt gebruikt omdat deze worp er redelijk spectaculair uitziet.

## De beweging
De beweging gaat als volgt:
- Tori komt in op, of haalt uke naar zich toe (ligt aan de richting van werpen).
- Tori plaats zijn rechterbeen aan de binnenkant van de linkerdij van uke (als beenworp uitgevoerd bij een rechtse basispakking).
- Tori trekt aan de linkermouw en trekt aan de kraag (revers), van uke en zwaait zijn rechterbeen hoog de lucht in (als beenworp uitgevoerd bij een rechtse basispakking).

## Trivia
Uchi-mata was de favoriete worp van de Belgische judoka Ulla Werbrouck. Ze ging vaak op zoek naar de mogelijkheid om deze worp in te zetten en, ondanks de voorkennis, hadden haar tegenstanders het moeilijk om de worp te pareren.